# 萨莉·约翰斯顿
萨莉·约翰斯顿（英語：Sally Johnston，1970年7月12日—），新西兰女子射击运动员。她曾代表新西兰参加1998年、2006年、2010年和2014年英联邦运动会射击比赛，获得一枚金牌和一枚铜牌。